# L'Allegro, il Penseroso ed il Moderato
L'Allegro, il Penseroso ed il Moderato (HWV 55) és una oda pastoral amb música de Georg Friedrich Händel basada en la poesia de John Milton.

## Context històric
Händel va compondre l'obra al llarg del període del 19 de gener al 4 de febrer de 1740. L'obra es va estrenar el 27 de febrer de 1740 en el Royal Theatre de Lincoln's Inn Fields. A instàncies d'un dels llibretistes de Handel, Charles Jennens, els dos poemes de Milton, "L'Allegro" i "El Penseroso", van ser arranjats per James Harris, entrellaçant-los per crear una tensió dramàtica entre els caràcters personificats dels poemes de Milton (l'Allegro o l'"home alegre" i il Penseroso o l'"home contemplatiu"). Els primers dos moviments estan formats per aquest diàleg dramàtic entre els poemes de Milton. En un intent d'unir els dos poemes en un sol "disseny moral", Jennens va afegir un nou poema, "il Moderato", per crear un tercer moviment, bastant més breu que els anteriors.
L'obra va tenir èxit ja en la seva `primera representació. Durant el primer any es van realitzar cinc funcions. Michael O'Connell i John Powell ha publicat una anàlisi de la partitura de Händel del text i el seu tractament musical.
En 1988, Mark Morris va realitzar una coreografia, una interpretació ballada per acompanyar la música i la poesia.

## Personatges
- Soprano I
- Soprano II
- Contralt (només en algunes versions)
- Tenor
- Baix
- Cor

No hi ha personatges, no hi ha un "Allegro" o "Penseroso" concret. El "drama" ve dels episodis alternats que representen els estats d'ànims. Algunes versions donen àries a diferents solistes. Per exemple, la versió "da capo" de l'ària "Straight mine eye hath caught new pleasures" la canta una soprano (Gardiner, Solistes Barrocs Anglesos, Cor Monteverdi, 1980) però la versió recitada truncada és cantada per un baix (Nelson. Ensemble Orchestra de Paris, 2000). També, tots els solistes canten en la secció "il Moderato".